# Ibrahima Diallo (activiste)
 (septembre 2024).
La mise en forme du texte ne suit pas les recommandations de Wikipédia : il faut le « wikifier ».
Les points d'amélioration suivants sont les cas les plus fréquents. Le détail des points à revoir est peut-être précisé sur la page de discussion.
- Les titres sont pré-formatés par le logiciel. Ils ne sont ni en capitales, ni en gras.
- Le texte ne doit pas être écrit en capitales (les noms de famille non plus), ni en gras, ni en italique, ni en « petit »…
- Le gras n'est utilisé que pour surligner le titre de l'article dans l'introduction, une seule fois.
- L'italique est rarement utilisé : mots en langue étrangère, titres d'œuvres, noms de bateaux, etc.
- Les citations ne sont pas en italique mais en corps de texte normal. Elles sont entourées par des guillemets français : « et ».
- Les listes à puces sont à éviter, des paragraphes rédigés étant largement préférés. Les tableaux sont à réserver à la présentation de données structurées (résultats, etc.).
- Les appels de note de bas de page (petits chiffres en exposant, introduits par l'outil «  Source ») sont à placer entre la fin de phrase et le point final[comme ça].
- Les liens internes (vers d'autres articles de Wikipédia) sont à choisir avec parcimonie. Créez des liens vers des articles approfondissant le sujet. Les termes génériques sans rapport avec le sujet sont à éviter, ainsi que les répétitions de liens vers un même terme.
- Les liens externes sont à placer uniquement dans une section « Liens externes », à la fin de l'article. Ces liens sont à choisir avec parcimonie suivant les règles définies. Si un lien sert de source à l'article, son insertion dans le texte est à faire par les notes de bas de page.
- La présentation des références doit suivre les conventions bibliographiques. Il est recommandé d'utiliser les modèles {{Ouvrage}}, {{Chapitre}}, {{Article}}, {{Lien web}} et/ou {{Bibliographie}}. Le mode d'édition visuel peut mettre en forme automatiquement les références.
- Insérer une infobox (cadre d'informations à droite) n'est pas obligatoire pour parachever la mise en page.

Pour une aide détaillée, merci de consulter Aide:Wikification.
Si vous pensez que ces points ont été résolus, vous pouvez retirer ce bandeau et améliorer la mise en forme d'un autre article.
Pour les articles homonymes, voir Diallo et Ibrahima Diallo.
Ibrahima Diallo, est un auteur, activiste et militant des droits de l'homme guinéen. Il est fondateur de la maison de la démocratie et des droits de l’homme de Guinée (M2DH) et cofondateur du Mouvement FNDC, dont il est le responsable des opérations.

## Biographie
Ibrahima Diallo est titulaire d'une licence en droit de l'administration de l'université internationale collège et d'un master 2 en droit de l'homme et droit de l'humanitaire de l'Université Général Lansana Conté de Sonfonia. 

### Activisme

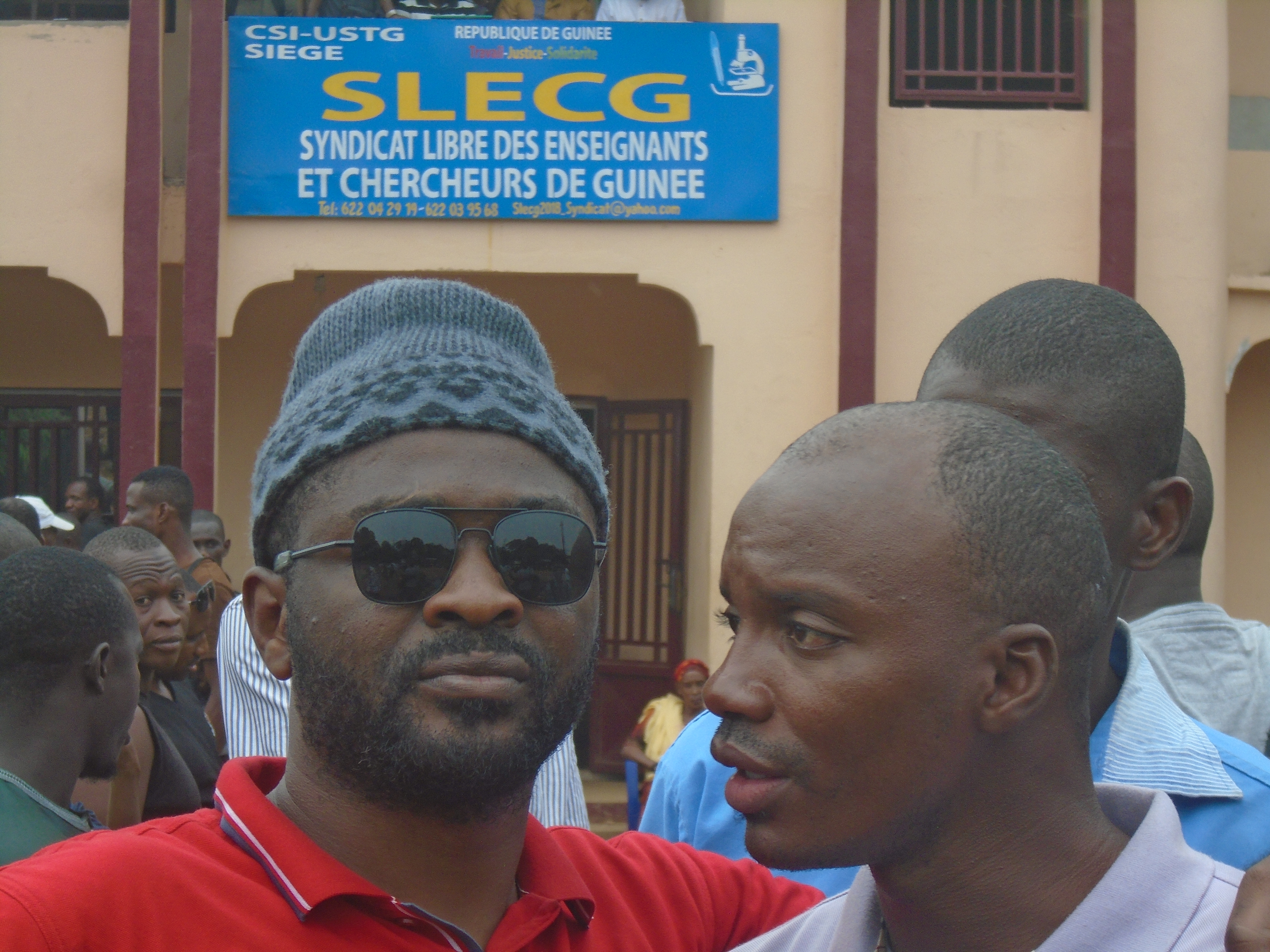
Foniké Menguè et Ibrahim Diallo au siège du SLECG en 2019

En 2012, Ibrahima Diallo commence par la mise en place de la maison de la démocratie et des droits de l’homme de Guinée (M2DH), il milite au sein des forces sociales de la Guinée et en 2019, il est  cofondateur du Front national pour la défense de la Constitution de la république de Guinée.
Il est coach et a influencé des activistes notamment Hadja Idrissa Bah et Kadiatou Konaté,. Précurseur du Club des jeunes filles leaders de Guinée en 2016.
Coordinateur du mouvement Tournons la Page Guinée (TLP-Guinée), le 1er juin 2023 alors qu'il devait se rendre au forum international sur l’espace civique organisé par Tournons La Page Niger à Niamey et en juillet 2023, en partance pour la France pour participer à l’Université d’Été des Mouvements Sociaux et des Solidarités il a été empêcher de sortie à l'Aéroport international Ahmed-Sékou-Touré de Conakry,. 
Depuis l'Enlèvement de Foniké Menguè et Billo, Ibrahima Diallo, continuer de faire des dénonciations en Guinée et a l'international et a été reçu à Paris le jeudi 05 septembre 2024 par les députés de La France insoumise.

### Arrestation
Le 1er aout 2022, il est inculpé et est placé sous mandat de dépôt a la maison central de Conakry après un passage au tribunal de premier instance de Dixinn,.
Le 10 mai 2023, Ibrahima Diallo et ses compagnons sont libérés, à la demande des leaders religieux qui font office d'arbitrage dans la négociation entre les Forces vives de Guinée et le gouvernement guinéen qui a abouti à leur jugement puis leur libération,.

## Ouvrage
2024 : La réforme de la justice et les droits de l’homme en Guinée : Entre espoir et réalité au édition L'Harmattan Guinée,.

## Vie privée
Ibrahima Diallo est l'époux de la journaliste et conseillère au Conseil national de transition Asmaou Barry.